# 釣魚島防空識別區爭端
釣魚島防空識別區爭端，是指中華人民共和国於2013年11月23日設立的東海防空識別區因包含釣魚島所引發的中日外交問題。

## 內容
2013年11月23日，中國公布東海防空識別區，範圍包括釣魚島等一系列中日爭端島嶼。中方要求飞越中國所划的东海防空识别区的航空公司需提交飞行计划，並說明身份，中国有权对进入防空识别区的航空器进行识别和监控，对不配合识别或者拒不服从指令的航空器，中国武装力量将采取防御性紧急处置措施。這意味著日本飛機飛越釣魚島上空有可能會遭到中方監控。同日，中国解放军空军新闻发言人申进科表示，东海防空识别区公布后，中国空军首次在东海防空识别区内進行巡逻。
针对东海防空识别区中包括钓鱼岛上空一事，日本外务省亚洲大洋洲局局长伊原純一致电中国驻日公使韩志强提出了严正抗议。2013年11月25日，日本首相安倍晋三在日本召开的会议上表示，中国的防空识别区是無法实施的。在日本領空上設立的防空識別區根本無效，而且中方应当取消。2013年11月28日，日本内阁官房长官菅义伟表示，日本军用飞机飞越中国设立的防空识别区，並在东海有争议岛屿上空进行了例行侦察飞行，没有按照中国防空識別區的要求而向中国通报。美國表示，不承认中国的东海防空识别区，也不会向中方提交飞行计划。2013年11月26日，美国派两架B-52轰炸机进入東海识别区并飞越钓鱼岛区域。2013年12月19日，日本冲绳县议会一致通过一份意见书，认为钓鱼岛是冲绳县的行政区域，中方强行改变现状的舉動可能引发所谓相关海域和空域的不测事态，威胁到县民的生命和财产安全，要求日本政府和平解决。在2014版日本防衛白皮書則要求中国撤回有可能妨碍公海上空自由飞行的一切措施，並認為中国政府划设了包括釣魚島在内的東海防空識別區不正当地侵害公海上空飞行自由，是单方面改变东海的现状，會导致事态的升级，有可能招致不测事态，是非常危险的。2014年2月14日，美国国务卿约翰·克里與中共中央總書記兼中國國家主席習近平會面時要求北京在設立东海防空识别区问题上，进一步增加透明度。